# Paves
Paves (Pavese, en italià) (…1215-1245…) és l'autor, potser un joglar, que signa una cobla satírica en occità, única peça conservada a nom seu.
No es té cap notícia d'aquest personatge, només aquesta cobla satírica on es comença evocant Rotllà i Oliver per comparar els seus cops llegendaris amb el cop que va donar un tal Capitanis a un Guillem l'enoios (Guillem l'enutjós) amb un pa sec a sobre l'ull a Florència (presumiblement en una batussa de taverna). En l'únic cançoner que conserva aquesta cobla (el cançoner H), s'hi troben seguidament dues altres cobles amb inici similar i que també parlen de cops, però entre altres personatges: es tracta de 217,1a Anc tan bel colp de joncada de Guilhem Figueira i 10,9 Anc tan bel colp d'espazada d'Aimeric de Peguilhan.
Bertoni va situar la cobla de Paves entre 1215 i 1245, data de l'arribada de Guilhem Figueira a Itàlia i de la mort d'Aimeric, respectivament, suposant que les tres cobles tenien relació entre elles o es referien, fins i tot, a una mateixa trifulca.
- (320,1)[1] Anc de Roland ni del pro n'Auliver